# Asura diluta
Asura diluta là một loài bướm đêm thuộc phân họ Arctiinae, họ Erebidae.